# وبستر (ایلینوی)
وبستر (به انگلیسی: Webster) یک منطقهٔ مسکونی در ایالات متحده آمریکا است که در ایلینوی واقع شده‌است. وبستر ۱۸۹٫۸۹ متر بالاتر از سطح دریا واقع شده‌است.